# Сомово (Шаблыкинский район)
Сомово — село в Шаблыкинском районе Орловской области России. 
Административный центр Сомовского сельского поселения в рамках организации местного самоуправления, административный центр Сомовского сельсовета в рамках административно-территориального устройства.

## География
Расположено на реке Навля, в 15 км к западу от райцентра, посёлка городского типа Шаблыкино, и в 77 км к западу от центра города Орёл.

## Население
| 2002 | 2010 |
| ---- | ---- |
| 776  | ↗801 |

Согласно результатам переписи 2002 года, в национальной структуре населения русские составляли 98 % от жителей.